# ليسبورغ
ليسبورغ (بالإنجليزية: Leesburg, Georgia)‏ هي مدينة تقع في مقاطعة لي، جورجيا بولاية جورجيا في الولايات المتحدة. تبلغ مساحة هذه المدينة 12.3 (كم²)، وترتفع عن سطح البحر 79 م، بلغ عدد سكانها 2800 نسمة في عام 2010 حسب إحصاء مكتب تعداد الولايات المتحدة.

## أعلام
- جو ديفيس
- لوك بريان
- روي هاميلتون

## وصلات خارجية
- Cities & Counties - Georgia.gov